# 大田こぞう
大田 こぞう（おおた こぞう、1970年1月6日 - ）は、福岡市を拠点に活動するラジオパーソナリティ並びにナレーターであるが、テレビ番組への顔出しは現時点で一切無い。
本名は大田 香織（おおた かおり）。福岡県太宰府市出身、女性である。
雑誌「広告」の記者曰く、ちびまる子ちゃんのような声であり、最近ではナレーションの仕事が増えている。別称は「かずを」「犬田こぞう」。漫画家のおおた綾乃と親交がある。

## 来歴
高等学校を卒業後、デザイン系の専門学校に進み、一旦は一企業のデザイン室に勤務するも、その後は職のバガボンドとなる。
ユニバーシアード福岡大会でボランティアスタッフを務めたのち、天神エフエムの開局にあわせてスカウトされ、現職へ転向。当初は月に1回、1時間の番組「地球に金的」を持つだけであったが、後に夕方のワイド番組「日暮薬局」なども兼任することになった。特に日暮薬局は2005年3月まで続き、同局の看板番組となった。
2011年以降は天神エフエムが経営を引き継いだLove FMで「月下虫音」を担当。

## 芸名の由来
髪を刈り上げた直後、先輩から「こぞう」と呼ばれ、あだ名として定着。ラジオデビューする際、本名を名乗ることに抵抗感を示し、現在の芸名となった。

## 業績

### ラジオパーソナリティ
- 天神エフエム
  - メロヒールO!
  - 囲碁
  - 地球に金的
  - ぼくらはみんなで生きている[1]
  - 世界のアルバム
  - はにほの泡
  - 日暮薬局
- LOVE FM
  - 月下虫音（2011年4月 - ）
- FMヨコハマ
  - クイズ！生きとう問（｢Tresen｣内コーナー、2018年10月2日[2] - ）
  - 虫裁判[3]（FMヨコハマPodcast、2022年4月7日 - 2022年4月29日）

### ナレーション
- FBSのTV番組「めんたいワイド」の一コーナー「こいぬのココロ」(犬田こぞう名義)
- TVQのTV番組「犬と歩けば･･･」（2002年9月 - 2003年3月）
- 西鉄グループ、公共広告機構（現：ACジャパン）、九州電力、福岡競艇、アペル、NTTドコモ九州などの地元でのテレビ・ラジオのCM
- FBSのTV番組「地元検証バラエティ 福岡くん。」(2020年1月 -)

### コラム
- シティ情報ふくおかの別冊に、コラムを執筆していた。
- 博報堂の雑誌「広告」に、特別寄稿をした。

## 趣味・嗜好・性格
- 生物、格闘技を好み、犬と暮らし、昆虫の成長を見守ることがある。但し、イモ虫系は苦手。
- キャッチフレーズは「昆虫DJ」、番組中では実の母親のことを「母虫（ははむし）」と呼ぶ。
- 写真撮影を苦手としている、その為、笑顔の写真が少ない。
- カラオケでアヴリル・ラヴィーンを歌うのが好き。いろんなものにすぐ名前を付けたがる。
- 私服はTシャツ、ジーンズ、キャップといった出で立ちが多い。Love FM Festival 2017では金髪三つ編みで登場。